# 화상 (화교)
화상(華商)은 화교인 상인을 뜻하는 말이다. 화상들은 대나무 네트워크를 이루어 동남아시아 경제를 장악하였다.

## 같이 보기
- 대나무 네트워크
- 세계화상대회
- 차이나타운